# ジャコモ・レッコ
ジャコモ・レッコ(Giacomo Recco、1603年 - 1653年)はイタリアの画家である。17世紀のナポリで、ルカ・フォルテ(Luca Forte:c.1600-1660)とともに、静物画のスタイルを作りあげた。

## 略歴
ナポリに生まれた。弟のジョバン・バッティスタ・レッコ(Giovan Battista Recco: 1615-1660)も画家になり、静物画を描いた。ナポリにおいて静物画にジャンルを確立された考えられるルカ・フォルテの影響を受けて静物画を描いたが、花瓶と花という題材を専門にした。多くの弟子を育て、ナポリの静物画のジャンルを発展させた。
レッコの弟子のパオロ・ポルポラ(Paolo Porpora: 1617-1673)は花を描いた作品の他に、蛇、亀、蛙といった動物を描くなど新しい試みもした。息子のジュゼッペ・レッコ(Giuseppe Recco: 1634–1695) も静物画を描く画家になり、スペインの宮廷に招かれた。ジュゼッペの子のニコラ・マリア・レッコ(Nicola Maria Recco)とエレナ・レッコ(Elena Recco: 1654–1715)も静物画を描く画家になった。

## 作品

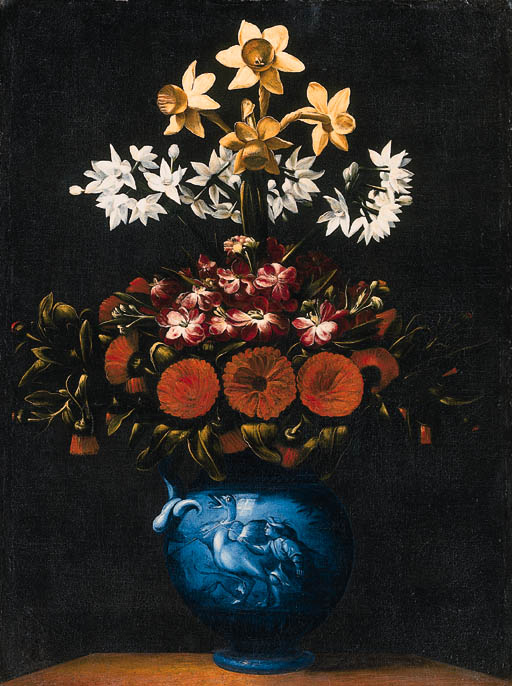
ファイアンス焼きの花瓶と花
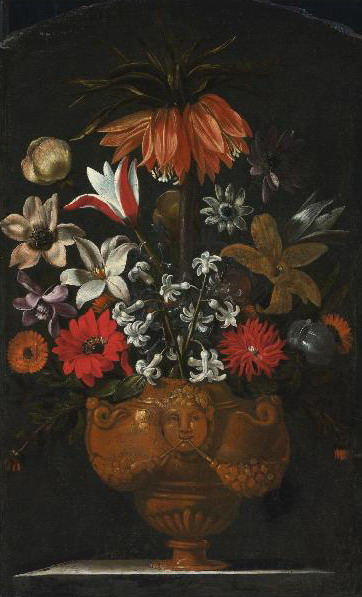
陶器の花瓶と花